# Eugenia ambanizanensis
Eugenia ambanizanensis är en myrtenväxtart som beskrevs av Neil Snow. Eugenia ambanizanensis ingår i släktet Eugenia och familjen myrtenväxter.
Artens utbredningsområde är Madagaskar. Inga underarter finns listade i Catalogue of Life.